# Capo di gabinetto
Il capo di gabinetto è il funzionario che dirige il gabinetto, vale a dire l'ufficio formato dai più stretti collaboratori di un alto funzionario politico (ad esempio, il capo dello stato, i presidenti delle Camere o un membro del governo) o burocratico (ad esempio, il prefetto), che operano in staff allo stesso. 
Spesso è scelto in base a criteri fiduciari. 

## Italia
Nei ministeri italiani il capo di gabinetto è un dirigente nominato dal ministro per un periodo non superiore alla durata del proprio mandato e scelto tra "esperti, anche estranei all'amministrazione, dotati di elevata professionalità" (art. 7, comma 2, lettera e, del D.Lgs, 300/1999). L'ufficio che dirige è uno degli uffici di diretta collaborazione con il ministro (come la segreteria del ministro e dei sottosegretari di stato, l'ufficio legislativo ecc.) e supporta lo stesso nella definizione degli obiettivi dell'amministrazione, nell'elaborazione delle politiche pubbliche, nella valutazione della loro attuazione e nelle connesse attività di comunicazione; cura, inoltre, il raccordo del vertice politico con l'amministrazione, pur non essendo estraneo ai rapporti con i Gruppi parlamentari. 
Anche i presidenti delle regioni, i presidenti delle province e i sindaci dei  comuni ( in genere quelli dei maggiori centri urbani, ma non solo)  sono supportati da un gabinetto con funzioni analoghe , ed hanno quindi in genere la figura del Capo di Gabinetto. Nelle realtà comunali minori il Gabinetto del Sindaco, o Staff del Sindaco, ed il suo Capo di Gabinetto possono essere funzioni  svolto a  titolo gratuito da persone di provata esperienza scelte in maniera fiduciaria.